# Вилапајера (Белуно)
Вилапајера је насеље у Италији у округу Белуно, региону Венето.
Према процени из 2011. у насељу је живело 223 становника. Насеље се налази на надморској висини од 241 м.